# 大入川
大入川（おおにゅうがわ）は、愛知県北設楽郡設楽町と豊根村を流れる河川。流路延長は29キロメートル。流域面積は152キロ平方メートル。天竜川水系の大千瀬川（振草川）の支流である。

## 地理

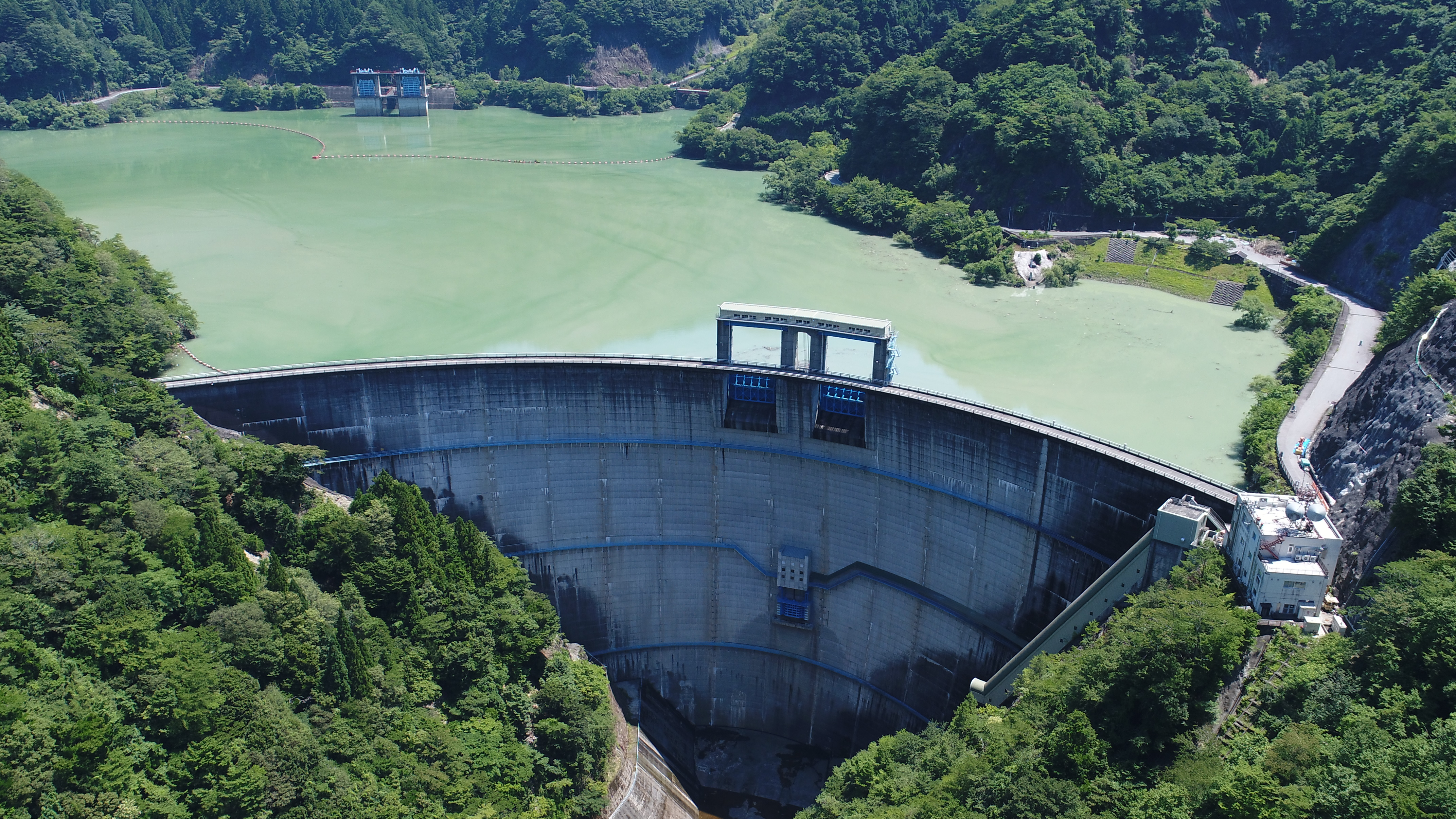
新豊根ダム

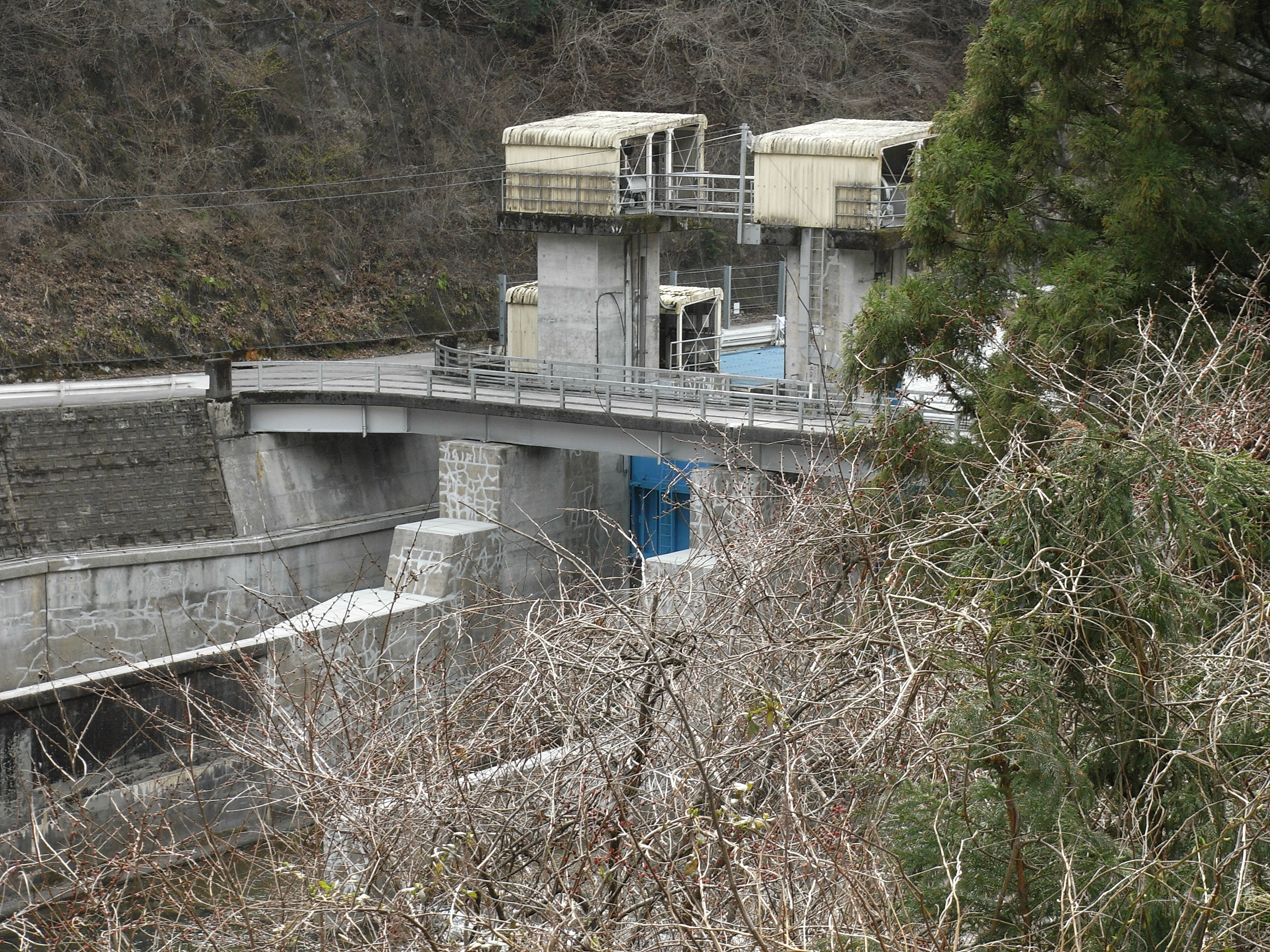
大入頭首工

水源は美濃三河高原の一部である北設楽山地。上流部は津具川（つぐがわ）と呼ばれ、標高約700メートルの沖積地である津具盆地を流れる。津具盆地には北設楽郡設楽町津具地区（旧北設楽郡津具村）の中心部があり、愛知県道80号や愛知県道428号が津具川に並行している。
豊根村に入ると大入川と名を変え、豊根村の中心部を流れる。豊根村には1972年（昭和47年）に新豊根ダムが建設されており、ダムによってみどり湖が形成されている。さらに愛知県道429号に沿って流れ、愛知県と静岡県の県境で大千瀬川（振草川）に合流している。大千瀬川の合流点から上流約10キロメートルは大入渓谷（おおにゅうけいこく）の峡谷の景観が美しく、天竜奥三河国定公園の一部に指定されている。大入渓谷の両岸は花崗岩の断崖絶壁となっており、周囲の森林はハイキングコースとなっている。
大入川流域は民俗芸能の宝庫とされ、流域の各集落では花祭がみられる。

### 流域変更
大千瀬川は天竜川水系の河川であるが、上流域の75.6キロ平方メートルは大千瀬川（振草川）上流域の72.6キロ平方メートルとともに、豊川用水事業によって豊川水系に流域変更されている。1968年（昭和43年）には大入頭首工が完成し、年間約5400万立方メートルの水が、豊川用水の水源である鳳来湖に導水されている。